# Pathé De Kroon
Pathé De Kroon was een bioscoop van Pathé, gevestigd aan het Gasthuisplein in het centrum van Zwolle. De bioscoop opende in 1992 en sloot zijn deuren in 2016.

## Geschiedenis
De bioscoop De Kroon begon in 1911 als een filmtheater aan de Diezerstraat, maar verhuisde in 1992 naar het Gasthuisplein. De nieuwe locatie werd gebouwd op de plek van het voormalige klooster van de Zusters van Liefde uit Tilburg. Het complex bestond uit vier zalen met een gezamenlijke capaciteit van 902 stoelen. De bioscoop stond bekend om zijn moderne voorzieningen en was een centrale locatie voor filmvertoningen in Zwolle.
Vanaf 2010 maakte De Kroon deel uit van Pathé, waardoor het onderdeel werd van een groter landelijk bioscoopnetwerk.

### Sluiting en transformatie
In december 2016 sloot Pathé De Kroon definitief zijn deuren. De bioscoop werd vervangen door Pathé Zwolle aan de Pannekoekendijk, een grotere bioscoop met negen zalen en een capaciteit van meer dan 1500 bezoekers. Voor de sluiting organiseerde Pathé een expositie over de geschiedenis van de bioscoop, getiteld Herinneringen aan Cinema De Kroon. Tijdens de expositie werden klassiekers zoals West Side Story en Gladiator vertoond. Hiermee bood Pathé De Kroon de Zwollenaren een passend afscheid.
Het gebouw aan het Gasthuisplein werd vervolgens herontwikkeld tot een appartementencomplex met 39 woningen. De oorspronkelijke fundering van het gebouw werd hergebruikt, en de begane grond kreeg een commerciële bestemming.